# Iván Pérez Maceira
Iván Santiago Pérez Maceira (Santiago di Compostela, 16 novembre 1985) è un ex calciatore spagnolo, di ruolo centrocampista.

## Carriera
È nato a Santiago di Compostela in Galizia. Dopo aver terminato la sua formazione calcistica con il Deportivo La Coruña, ha fatto il suo esordio in prima squadra il 29 agosto 2009, subentrando al posto di Juan Carlos Valerón negli ultimi 20 minuti della sfida contro il Real Madrid, in una sconfitta in trasferta per 2-3 nella Liga.
Il 23 luglio 2010, è stato ceduto in prestito al Ponferradina, appena ritornato in Segunda División. Svincolato dal Depor alla fine della stagione a causa di diversi problemi di infortunio, ha continuato a giocare con varie squadre della sua regione natale, come Montañeros, Lugo e Compostela. Ha segnato il suo primo gol da professionista l'11 maggio 2013, nella sconfitta casalinga per 3-5 contro l'Almería.
Dopo una breve parentesi nella seconda divisione greca con il Panaigialeios, è ritornato in Spagna e ha militato nelle serie inferiori della Galizia, con Talavera de la Reina, Somozas e Alondras.

## Statistiche

### Presenze e reti nei club
| Stagione        | Squadra              | Campionato      | Campionato | Campionato | Coppe nazionali | Coppe nazionali | Coppe nazionali | Coppe continentali | Coppe continentali | Coppe continentali | Altre coppe | Altre coppe | Altre coppe | Totale | Totale |
| Stagione        | Squadra              | Comp            | Pres       | Reti       | Comp            | Pres            | Reti            | Comp               | Pres               | Reti               | Comp        | Pres        | Reti        | Pres   | Reti   |
| --------------- | -------------------- | --------------- | ---------- | ---------- | --------------- | --------------- | --------------- | ------------------ | ------------------ | ------------------ | ----------- | ----------- | ----------- | ------ | ------ |
| 2009-2010       | Deportivo La Coruña  | PD              | 20         | 0          | CR              | 6               | 0               |                    | -                  | -                  |             | -           | -           | 26     | 0      |
| 2010-2011       | Ponferradina         | SD              | 15         | 0          | CR              | 2               | 1               |                    | -                  | -                  |             | -           | -           | 17     | 1      |
| 2011-2012       | Montañeros           | SDB             | 23         | 2          |                 | -               | -               |                    | -                  | -                  |             | -           | -           | 23     | 2      |
| 2012-2013       | Lugo                 | SD              | 18         | 1          | CR              | 0               | 0               |                    | -                  | -                  |             | -           | -           | 18     | 1      |
| 2013-2014       | Lugo                 | SD              | 31         | 1          | CR              | 0               | 0               |                    | -                  | -                  |             | -           | -           | 31     | 1      |
| Totale Lugo     | Totale Lugo          | Totale Lugo     | 49         | 2          |                 | 0               | 0               |                    | -                  | -                  |             | -           | -           | 49     | 2      |
| gen.-ago. 2015  | Compostela           | SDB             | 12         | 1          |                 | -               | -               |                    | -                  | -                  |             | -           | -           | 12     | 1      |
| 2015-gen. 2016  | Panaigialeios        | FL              | 8          | 0          | CG              | 2               | 0               |                    | -                  | -                  |             | -           | -           | 10     | 0      |
| gen.-lug. 2016  | Talavera de la Reina | SDB             | 10         | 0          |                 | -               | -               |                    | -                  | -                  |             | -           | -           | 10     | 0      |
| 2016-2017       | Somozas              | SDB             | 32         | 1          |                 | -               | -               |                    | -                  | -                  |             | -           | -           | 32     | 1      |
| 2017-2018       | Alondras             | TD              | ?          | ?          |                 | -               | -               |                    | -                  | -                  |             | -           | -           | ?      | ?      |
| 2018-2019       | Alondras             | TD              | 40         | 0          |                 | -               | -               |                    | -                  | -                  |             | -           | -           | 40     | 0      |
| 2019-2020       | Alondras             | TD              | 24         | 1          |                 | -               | -               |                    | -                  | -                  |             | -           | -           | 24     | 1      |
| 2020-2021       | Alondras             | TD              | 25         | 1          |                 | -               | -               |                    | -                  | -                  |             | -           | -           | 25     | 1      |
| Totale Alondras | Totale Alondras      | Totale Alondras | 89+        | 1+         |                 | -               | -               |                    | -                  | -                  |             | -           | -           | 89+    | 1+     |
| Totale carriera | Totale carriera      | Totale carriera | 258+       | 8+         |                 | 10              | 1               |                    | -                  | -                  |             | -           | -           | 268+   | 8+     |